# Phil Hankinson
Phil Hankinson (Augusta, Georgia, 26 de julio de 1951-Condado de Shelby, Kentucky, 19 de noviembre de 1996) fue un jugador de baloncesto estadounidense que jugó durante dos temporadas en la NBA. Con 2,03 metros de estatura, lo hacía en la posición de alero.

## Trayectoria deportiva

### Universidad
Jugó durante tres temporadas con los Quakers de la Universidad de Pensilvania, en las que promedió 14,7 puntos y 7,7 rebotes por partido. en 1972 y 1973 fue incluido en el mejor quinteto de la Ivy League. Ganó con su equipo el título de conferencia durante sus tres años de estancia en el mismo, siendo el capitán en su año sénior. Su partido más recordado fue cuando anotó 22 puntos en la victoria de los Quakers ante Villanova Wildcats por 78-67 en la semifinal regional del Este del Torneo de la NCAA.

### Profesional
Fue elegido en la trigésimo quinta posición del Draft de la NBA de 1973 por Boston Celtics, y también por los New York Nets en el Draft de la ABA, fichando por el equipo de Massachussets. En su primera temporada ya comenzó su problema con las lesiones, disputando sólo 28 partidos de la fase regular, en los que promedió 3,9 puntos y 1,8 rebotes por partido. A pesar de ello, fue partícipe de la consecución del anillo de campeón de su equipo, que derrotó a Milwaukee Bucks en las Finales.
Al año siguiente la cosa empeoró, pudiendo disputar únicamente 3 partidos de la temporada regular, y dos más en los playoffs, siendo despedido al término de la temporada, y retirándose posteriormente.

## Estadísticas de su carrera en la NBA

### Temporada regular
| Temporada | Edad | Equipo         | Liga | P  | TIT | MIN | TC  | TCA | %TC  | 3P | 3PA | %3P | TL  | TLA | %TL  | R.OF. | R.DEF. | REB | ASIS | ROB | TAP | PER | FP  | PTS |
| 1973-74   | 22   | Boston Celtics | NBA  | 28 |     | 5.8 | 1.8 | 3.7 | .485 |    |     |     | 0.4 | 0.5 | .769 | 0.8   | 1.0    | 1.8 | 0.1  | 0.1 | 0.0 |     | 0.6 | 3.9 |
| 1974-75   | 23   | Boston Celtics | NBA  | 3  |     | 8.0 | 2.0 | 3.7 | .545 |    |     |     | 0.0 | 0.0 |      | 0.3   | 2.0    | 2.3 | 0.7  | 0.3 | 0.0 |     | 1.0 | 4.0 |
| Total     |      |                | NBA  | 31 |     | 6.0 | 1.8 | 3.7 | .491 |    |     |     | 0.3 | 0.4 | .769 | 0.7   | 1.1    | 1.8 | 0.2  | 0.1 | 0.0 |     | 0.7 | 3.9 |

### Playoffs
| Temporada | Edad | Equipo         | Liga | P | MIN | TCA | TC | 3PA | 3P | TLA | TL | R.OF. | REB | ASIS | ROB | TAP | PER | FP | PTS | %TC  | %3P | %FT   | MIN | PTS | REB | AST |
| 1973-74   | 22   | Boston Celtics | NBA  | 2 | 5   | 2   | 4  |     |    | 2   | 2  | 0     | 1   | 0    | 0   | 1   |     | 0  | 6   | .500 |     | 1.000 | 2.5 | 3.0 | 0.5 | 0.0 |
| 1974-75   | 23   | Boston Celtics | NBA  | 2 | 3   | 1   | 3  |     |    | 0   | 0  | 2     | 2   | 0    | 0   | 0   |     | 0  | 2   | .333 |     |       | 1.5 | 1.0 | 1.0 | 0.0 |
| Total     |      |                | NBA  | 4 | 8   | 3   | 7  |     |    | 2   | 2  | 2     | 3   | 0    | 0   | 1   |     | 0  | 8   | .429 |     | 1.000 | 2.0 | 2.0 | 0.8 | 0.0 |

## Vida posterior y suicidio
Tras retirarse forzosamente del baloncesto, regresó a su universidad para terminar la carrera, y a pesar de que solo le quedaba un semestre, nunca la finalizó. Fue entrenador durante una temporada, y trabajó en la seguridad de un casino de Las Vegas, mientras que su último trabajo era el de vendedor de seguros.
El 19 de noviembre de 1996 fue encontrado muerto en el interior de su coche con un disparo en la cabeza, aparentemente realizado por él mismo, en el Condado de Shelby, en Kentucky. Su padre aseguró que sufría depresiones después de haber tenido que retirarse del baloncesto.